# Philippe Couplet

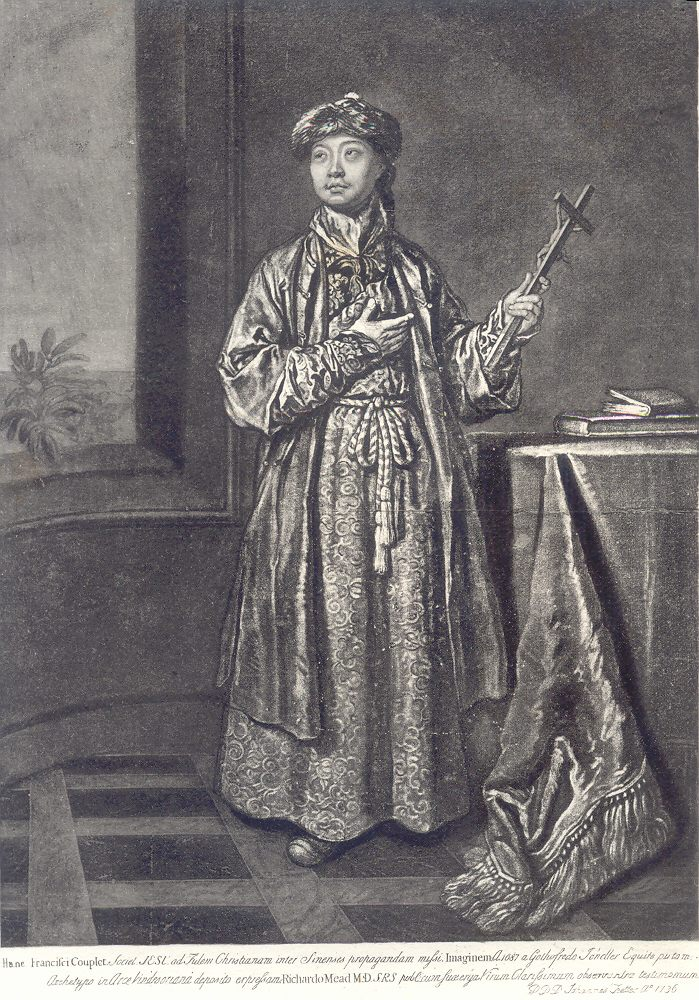
Philippe Couplet

Philippe Couplet, també conegut com a Philip Couplet o Philippus Couplet (Malines - Països Baixos - 1623 - Goa 1693) jesuïta flamenc, missioner a la Xina de la dinastia Qing durant el regnat dels emperadors Shunzhi i Kangxi.

## Biografia
Philippe Couplet va néixer el 31 de maig de 1662 a Malines. Va entrar a la Companyia de Jesús l'11 d'octubre de 1640, ordenat el 25 de novembre de 1654 i va professar el vots el 16 de febrer de 1659. Va estudiar fa Lovaina (filosofia i teologia) a Anvers, a Kortrijk i a Malines (Grec).
En la seva ultima etapa al noviciat dels jesuïtes va coincidir amb François de Rougemont i Ferdinand Verbiest, l'amistat entre els tres jesuïtes va esdevenir un element important per la seva futura actuació com a missioners a la Xina.

### Primera estada a la Xina
Com a resultat d'escoltar una xerrada de Martino Martini a Lovaina, Couplet i el seu amic Rougemont, davant la impossibilitat d'anar a Mèxic van optar per anar a la Xina. El 30 de març de 1656 va sortir cap a la Xina on va arribar el 1659 després de passar per Siam.
Inicialment va treballar a Jiangxi i Fujian (1661), Huguang, Zheijiang i després a Nanquín i Suzhou (1665).
Durant els conflictes de 1665, junt amb Johann Adam Schall von Bell, Ferdinand Verbiest, Gabriel de Magalhaes i Ludovico Buglio, va exiliar-se a Macau.
El 1671 va tornar a Songjiang i després a l'illa de Zongming (1677) i el 1680 va ser nomenat Procurador dels jesuïtes de la província de la Xina.

### Activitat a Europa
El 5 de desembre de 1681 Couplet va tornar cap a Europa. Va arribar a França amb dos xinesos conversos, un d'ells el mandarí Shen Fuzong, que foren els primers xinesos en visitar Europa. El setembre de 1684 Shen va ser rebut pel rei Lluís XIV en una reunió preparada pel confessor del rei, el jesuïta François de la Chaise. Posteriorment a Anglaterra va ser rebut pel rei Jaume II i va tenir una trobada amb l'orientalista anglès Thomas Hyde i el químic Robert Boyle.
En la Cort francesa, Couplet també va potenciar l'enviament a la Xina d'un grup de jesuïtes matemàtics (Joachim Bouvet, Jean-François Gerbillon, Louis Le Comte, Jean de Fontaney i Claude de Visdelou) anomenats "els matemàtics del rei" que tindrien un paper important en la Cort de l'emperador Kangxi.

### Segona estada a la Xina
Els conflictes amb el "padroado" portuguès van ajornar el seu retors a la Xina. El 26 de març de 1692 un grup de setze jesuïtes van poder sortir de Lisboa en direcció a Goa. Un accident durant una tempesta va posar fi a la vida de Couplet abans d'arribar a la costa de Goa. Va morir el 16 de maig de 1693.

## Obres
Couplet amb l'austríac Christian Herdtrich, l'italià Prospero Intorcetta i el neerlandès François de Rougemont, en un treball iniciat pel jesuïta portuguès Inácio da Costa, va ser un dels primers traductors del xinès al llatí dels Analectes de Confuci: ”Confucius Sinarum Philosophus, sive scientia sinensis latine exposita ." que va ser publicada a París el 1687.
Altres obres destacades son:
- "Elementa linguae tartaricae"
- "Tabula Chronologica Monarchiae Sinicae" (1686), llista d'emperadors i dates en format d'arbre genealògic
- "Breve raguaglio delle cose piu notabili spettanti al grand'imperio della Cina" (1687)
- "Histoire d'une dame chrétienne de la Chine, Candide Hiu" (1688) (Biografia de Candida Xu)